# USS Chicago (CA-29)
USS Chicago byl těžký křižník amerického námořnictva třídy Northampton. Byl postaven v loděnici Mare Island Naval Shipyard nedaleko San Francisca. Křižník se účastnil Guadalcanalské kampaně a v srpnu 1942 bojoval v bitvě u ostrova Savo. Potopen byl v lednu 1943 v bitvě u Rennellova ostrova.